# Anaz
Anaz (tiếng Ả Rập: عناز, cũng đánh vần là Aanaz) là một ngôi làng ở phía bắc Syria nằm ở phía tây Homs thuộc tỉnh Homs. Theo Cục Thống kê Trung ương Syria, Anaz có dân số 2.038 người trong cuộc điều tra dân số năm 2004. Cư dân của nó chủ yếu là Kitô hữu Chính thống Hy Lạp.